# Mondalavia
Il Mondalavia è un torrente del Piemonte che scorre in provincia di Cuneo, tributario in sinistra idrografica del Tanaro.

## Idronimo
La cartografia ufficiale della Regione Piemonte dà il nome di  fosso Mondalavia alla parte dell'asta fluviale più a monte; procedendo verso nord-est tale denominazione viene poi cambiata in quella di torrente Mondalavia.
Nell'"Elenco delle acque pubbliche" relativo alla Provincia di Cuneo, predisposto nel 1900 dal Ministero dei lavori pubblici, oltre al nome Mondalavia per il torrente veniva anche riportata la denominazione di Mondaluccia.

## Percorso
Il Mondalavia nasce con il nome di fosso della Mondalavia nelle campagne tra Crava (frazione di Rocca de' Baldi) e Morozzo, a circa 400 metri di quota. Entra poi in comune di Trinità e dirigendosi verso nord-est, percorre l'altopiano compreso tra le valli della Stura di Demonte (a ovest) e del Tanaro (a est), mantenendosi non troppo lontano dalla scarpata che delimita quest'ultima. Entrato in comune di Bene Vagienna, il suo corso inizia progressivamente ad infossarsi rispetto all'altopiano ed a formare piccoli meandri. Il Mondalavia riceve i contributi di vari fossi e canali, comportandosi come scaricatore della rete irrigua della campagna attraversata. Dopo essere stato scavalcato dall'autostrada Torino-Savona assume il nome di torrente. Poco a nord-est del centro di Bene Vagienna, riceve da sinistra il suo principale affluente, il torrente Guicella (più a monte denominato canale di Roncaglia). Perdendo ancora quota, segna poi per alcuni km il confine tra Bene Vagienna e Lequio Tanaro. Entrato infine in comune di Narzole, si getta nel Tanaro a circa 210 metri di quota.

## Affluenti principali
- Canale Godina: è uno dei canali che raccolgono le acque della campagna tra Bene Vagienna e Trinità.
- Canale Roncaglia (o torrente Guicella, 22.64 km di lunghezza[1]): nasce da una derivazione artificiale della Stura di Demonte e, dopo un lungo tragitto nella campagna cuneese, si approfondisce rispetto al piano di campagna acquisendo tutte le caratteristiche di un corso d'acqua naturale. Sbocca nella Mondalavia poco a nord di Bene Vagienna a circa 290 metri di quota.
- Rivo Tiraculo: raccoglie le acque dalla parte più a sud del comune di Lequio Tanaro e si getta nella Mondalavia da destra.
- Rio Gaminella (3.35 km di lunghezza[1]): scorre in comune di Narzole e si getta nella Mondalavia poco prima della confluenza di quest'ultima nel Tanaro.

## Pesca
Le acque del torrente, tra la SP Carrù-Bene Vagienna e la confluenza in Tanaro, sono classificate dalla provincia di Cuneo come ciprinicole'

## Tutela naturalistica
Una parte del corso del Mondalavia è inclusa, assieme all'area archeologica di Augusta Bagiennorum, nella Riserva naturale speciale di Benevagienna, istituita dalla Regione Piemonte con L.R. 32 del 23 giugno 1993 (Codifica EUAP0363).